# Walki o Chatkol
Walki o Chatkol (찻골) – szereg starć zbrojnych mający miejsce od lutego do kwietnia 1953, w końcowej fazie wojny koreańskiej.
Mimo trzymiesięcznych walk żadna ze stron nie zdołała przełamać linii frontu. Większe straty ponieśli Koreańczycy z Północy i wspierający ich Chińscy Ochotnicy Ludowi. Po stronie amerykańskiej wzięli udział także żołnierze z Belgii, jako „oddziały ONZ”.